# Studios de la Victorine
Studios de la Victorine (eller bare Victorine Studios) er et filmstudie i den franske by Nice, der er beliggende tæt på Nice Lufthavn. Studiet er også kendt som Nice Studios. Flere små studier har også eksisteret i byen.
Studiet blev oprettet i 1921 i et forsøg på at skabe et studio i Hollywood-stil på den franske riviera. Det havde syv lydstudier, og arbejdede parallelt med de øvrige franske studier, der hovedsageligt lå i Paris. En nøglefigur i Victorins udvikling var producenten Louis Nalpas.
Under anden verdenskrig fik studiet større betydning. Efter Frankrigs nederlag blev halvdelen af landet besat af Nazityskland, herunder hovedstaden i Paris. Nice var beliggende i den sydlige del af Vichy Frankrig. Mange teknikere og skuespillere flygtede mod syd for at undgå nazisterne og fandt arbejde i produktioner hos Victorine.
Umiddelbart efter krigen fortsatte studierne deres underordnede rolle i forhold til Paris, og der var uregelmæssig produktion.
I en periode (2000-2017) blev drevet af et privat selskab og omdøbt til "Studios Riviera", men Nice besluttede at genopbygge studiet i november 2017 og gav det dets oprindelige navn tilbage.

## Film optaget i studierne
Ikke-udtømmende filmografi:
- Nana af Christian-Jaque
- Les Aventures de Till l’Espiègle instrueret af og med Gérard Philippe i hovedrollen
- Bonjour Tristesse af Otto Preminger
- Le Testament d’Orphée ((dansk) Orpheus Testamente) af Jean Cocteau.
- Joyeuses Pâques af Georges Lautner, med Sophie Marceau og Jean-Paul Belmondo
- Le Grand Bleu af Luc Besson
- Under the Cherry Moon instrueret af og med Prince
- The Jewel of the Nile af Lewis Teague
- Maximum Risk af Ringo Lam
- Double Team af Hark Tsui
- Une Chance sur Deux af Patrice Leconte med Vanessa Paradis, Alain Delon og Jean-Paul Belmondo
- Ronin af John Frankenheimer med Jean Reno og Robert De Niro

## Literatur
- Crisp, C.G. The Classic French Cinema, 1930-1960. Indiana University Press, 1993.